# دانييلا بيلي
دانييلا بيلي (بالإيطالية: Daniela Billi)‏ هي عالمة إيطالية متخصصة في علم الأحياء الفلكي، عملت في جامعة روما تور فيرغاتا ومعروف عنها عملها وتركيزها على البكتيريا الزرقاء من جنس Chroococcidiopsis.

## المسيرة المهنية
أظهرت دانييلا بيلي أن البكتيريا الزرقاء من جنس Chroococcidiopsis لها مقاومة جد عالية حتى في الظروف البيئية القاسية بما في ذلك الجفاف، الإشعاعات المؤينة،  الأشعة فوق البنفسجية، والعوامل المختلفة التي تواجهها مختلف الكائنات الحية.
بسبب الأفكار التي قدمها لها زملائها في العمل، تُعتبر Chroococcidiopsis نموذج جيد لدراسة إمكانية السكن في كوكب المريخ.
استنتجت دانييلا وزملاؤها أيضا أن Chrooccoccidiopsis يُمكن استخدامها في بعثة مأهولة على سطح المريخ لإنتاج الموارد من أجل مساعدة رواد الفضاء في التحرك في مختلف الاتجاهات، كما حاولت تطوير الهندسة الوراثية للاستفادة منها خلال البعثات.

## المشاركة في بعثات الفضاء
شاركت بيلي في بعثة R2 الأسترو بيولوجية وهي تجربة تُعرض حاليا خارج محطة الفضاء الدولية. وقد صرحت أنها مسؤولة عن التجارب التي تنطوي على Chroococcidiopsis كجزء من اثنين من عمليات التجارب الكبرى المتعلقة بعلم الأحياء في كوكب المريخ وتجربة أخرى تُركز على إمكانية عيش الكائنات الحية في الفضاء.